# Тафтс, Элеонора
Элеонора Тафтс (англ. Eleanor Tufts, полное имя Eleanor May Tufts; 1927—1991) — американская учёная-искусствовед, феминистка.

## Биография
Родилась 1 февраля 1927 года в Эксетере, штат Нью-Гэмпшир, в семье бизнесмена и его жены — школьного учителя.
Окончила Симмонс-колледж (Simmons College) со степенью бакалавра испанского языка в 1949 году, после чего работала исполнительным секретарем в Бостонском университете, прежде чем снова вернуться к учёбе для получения степени магистра. Степень магистра истории искусств получила в Radcliffe College в 1957 году. После этого Совет по международному образовательному обмену в Нью-Йорке нанял Элеонору Тафтс в качестве программного директора. Затем она работала заместителем директора Всемирной университетской службы в Нью-Йорке.
В 1964 году Тафтс получила свою первую преподавательскую должность — доцента истории искусств в Бриджпортском университете в Коннектикуте. В 1966 году стала адъюнкт-профессором истории искусств Южного университета штата Коннектикут в Нью-Хейвене. В 1971 году она получила степень Ph.D в Институте изящных искусств Нью-Йоркского университета.
В 1974 году Тафтс подружился с техасским искусствоведом Алессандрой Комини; они разработали общий феминистский подход к искусству и вместе поселились в Далласе в качестве партнеров по жизни. Элеонора Тафтс была членом редколлегии феминистского журнала Woman's Art Journal до конца своей жизни, затем её сменила Алессандра Комини.
Умерла от рака 2 декабря 1991 года в пресвитерианской больнице Далласа.